# Динара
Динара е планина в Хърватия и Босна и Херцеговина с най-висок връх Троглав (1913 m), част от Динарите и дал името си на целия и най-голям планински масив на Балканите. Намира се между т.нар. Загора и Западна Херцеговина.
Връх Синял в Динара с височина от 1831 m е най-високия връх на територията на Хърватия. Планината се намира в близост до град Книн.